# باشگاه فوتبال مرسین
باشگاه فوتبال مرسین (به ترکی استانبولی: Mersin İdman Yurdu) باشگاه فوتبال ترکیه‌ای است که در سال ۱۹۲۵ در مرسین تأسیس شده‌است و هم‌اکنون در سوپر لیگ فوتبال ترکیه بازی می‌کند. ورزشگاه توفیق سیری گور محل انجام بازی‌های خانگی این تیم می‌باشد.